# Martín Ligüera
Martín Ligüera (ur. 9 listopada 1980 we Floridzie) – piłkarz urugwajski grający na pozycji pomocnika.

## Kariera reprezentacyjna
W reprezentacji Urugwaju Ligüera zadebiutował w 2002 roku.